# Lída Hynková
Lída Hynková (ur. 14 lipca 1908 w Jaroměřicach, zm. 9 października 1988 w Pradze) – czeska taterniczka, malarka i doktor prawa.
Lída Hynková przybyła po raz pierwszy w Tatry w 1935 roku, tatrzańska tematyka pojawiła się w jej twórczości malarskiej w 1945 roku. W 1960 roku zaczęła organizować w podtatrzańskich miejscowościach swoje indywidualne wystawy, miały one miejsce m.in. w Tatrzańskiej Łomnicy i Popradzie. Oprócz Tatr malowała także w innych pasmach górskich świata. Inspiracją dla jej twórczości były również sceny z walk partyzanckich, które toczyły się na Słowacji podczas II wojny światowej. Reprodukcje jej tatrzańskich dzieł publikowane były w różnych turystycznych czasopismach, m.in. w czasopiśmie „Vysoké Tatry”.
Oprócz malarstwa Hynková zajmowała się również działalnością pisarką. Jej wspomnienia związane z wycieczkami tatrzańskimi publikowane były w wielu różnych czasopismach turystycznych.